# Matthew Arnold

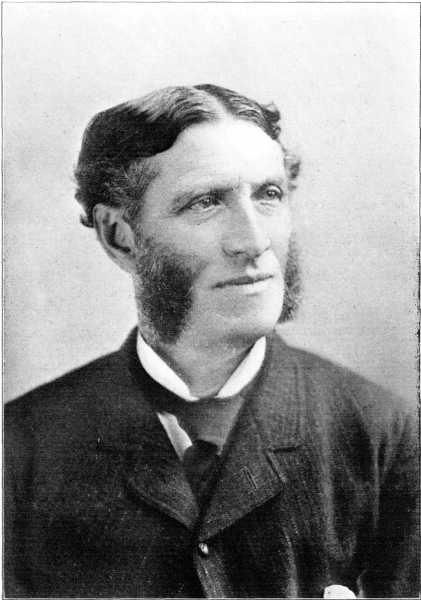
Matthew Arnold

Matthew Arnold (* 24. Dezember 1822 in Laleham, Middlesex; † 15. April 1888 in Liverpool) war ein englischer Dichter und Kulturkritiker.

## Leben

### Herkunft und Ausbildung
Matthew Arnold war der älteste Sohn des bekannten Pädagogen Thomas Arnold, des Leiters der Rugby School. Er besuchte seit 1837 die Rugby School und studierte danach am Balliol College der University of Oxford. Mit seiner frühen Lyrik gewann er einige Preise, so 1843 für das Gedicht Cromwell. In Oxford, wo er sich besonders wohl fühlte und bald als eine Art Dandy und „Gesellschaftslöwe“ galt, war er mit dem späteren katholischen Kardinal John Henry Newman befreundet. Früh zeigte sich auch seine Begeisterung für die französische Kultur, eher ungewöhnlich bei einem Briten jener Zeit. Arnold schloss sein Studium 1844 ab.
Ab 1847 war er Privatsekretär des einflussreichen Politikers Lord Lansdowne. 1851 heiratete Arnold Frances Lucy Wightman, Tochter eines Richters. Durch Vermittlung Lansdownes erlangte er im selben Jahr eine Stellung als Schulinspektor. Beruflich reiste Arnold in den folgenden Jahren viel, besuchte Frankreich, die Niederlande, die Schweiz und Deutschland, um die dortigen höheren Bildungseinrichtungen zu studieren. Zu diesem Thema publizierte er auch zwei damals weithin beachtete Bücher. Er war in dieser Position fast bis zu seinem Lebensende tätig. Arnold besuchte auch die USA, inzwischen berühmt geworden, später; jedoch – „Denver ist noch nicht reif für Mr. Arnold“, wie es damals hieß. 1883 wurde Arnold in die American Academy of Arts and Sciences gewählt.
Arnold hatte sechs Kinder und überlebte drei seiner Söhne. Er starb 1888, als er eine Tochter, die inzwischen in den USA lebte, in Liverpool vom Schiff abholen wollte.

### Lyrik und Lehre
1849 hatte Matthew Arnold seinen ersten Gedichtband veröffentlicht, 1852 folgte mit Empedocles on Etna der zweite Band. Erst seit 1853 publizierte er Lyrik unter seinem wirklichen Namen und übte strenge Selbstkritik an seinen früheren Arbeiten, denen es stellenweise an klassisch-antiker Ausgewogenheit gemangelt habe. Der Dichter Arnold wurde nun bekannt. Es folgten noch die akademische klassische Tragödie Merope (1858) sowie die New Poems (1867) mit Elegien für den verstorbenen Vater und einen Freund. Unterdessen hatte sich der Autor immer mehr der Kulturkritik zugewandt.
1857 war Arnold Professor für Dichtung in seinem geliebten Oxford geworden. Er war einer der ersten Dozenten, die ihre Vorlesungen nicht mehr in Latein hielten. Aus seinen Vorträgen gingen die Bücher On Translating Homer (1861, 1862) und On the Study of Celtic Literature (1867) hervor. Bereits in seiner Antrittsvorlesung nahm er sich die literarische „Modernität“ zum Thema.

### Kulturkritik
Wichtige Beiträge zu Arnolds neuartiger Form der (allerdings letztlich konservativen) Kulturkritik wurden seine Werke Essays in Criticism (1865) und Culture and Anarchy (1869). Letzteres Buch enthielt eine Serie von Essays, in der Arnold einen hohen, fast religiösen  Erziehungs- und Bildungsanspruch der viktorianischen Kultur formulierte, der bis in die 1960er Jahre Gültigkeit behielt: Die (Hoch-)Kultur solle sich nicht auf die Vermittlung der Bildungsgüter der klassischen Antike beschränken; sie diene der menschlichen Vervollkommnung (perfection), indem sie die Menschen für das Schöne empfänglich mache „to make the best that has been thought and known in the world current everywhere; to make all men live in an atmosphere of sweetness and light“. Diese Anspruch gelt für alle Klassen der Bevölkerung in einer schwierigen Zeit, die von der Industrialisierung und sich verschärfenden Klassenkonflikten wie den Bergarbeiterunruhen in Mold (Wales) gekennzeichnet war.
Arnold, der das zeitgenössische britische Weltreich trotz seiner wirtschaftlichen und machtpolitischen Erfolge als kulturell provinziell empfand, was von vielen Zeitgenossen kritisiert wurde, wandte sich auch „kontinentalen“ Kulturschaffenden und Denkern wie Spinoza, Goethe, Hegel, Heinrich Heine, Leo Tolstoi und Sainte-Beuve zu. Die Briten sah er eingeteilt in
- ein aristokratisches, von graziösen Sitten geprägtes, jedoch konservatives und neuen Ideen verschlossenes Establishment, das der Anglikanischen Hochkirche eng verbunden ist,
- tüchtige, energische, dem puritanischen Nonkonformismus anhängende, jedoch dem „Mammon“ verfallene und ungraziöse „Philister“ (Arnold übernahm den neuzeitlichen Sinn der Bezeichnung von Thomas Carlyle, der ihn selbst der deutschen Literatur entlehnt hatte), die sich ihre eigene provinzielle Religion zurechtgemacht haben (er nennt die Puritaner „Sektierer“ mit eigene grossen Erfindungen [sic!] nach einem Wort von Goethe),[4]
- die restliche, immer noch rohe und unkultivierte „breite Masse“ („populace“).

Arnold strebte eine Art ästhetischer Demokratie (eine liberale Whig-Ästhetik) an, die ein  kulturelles Gegengewicht zur sich ungesteuert entwickelnden viktorianischen Demokratie bilden sollte, welche in eine alle Werte zersetzende Anarchie führe. Alles komme darauf an, die dynamische Mittelschicht der „Philister“ zu bilden und zu humanisieren, eine Funktion, die die Kirche allein nicht leisten könne. Vielmehr sei dies Aufgabe der Kunst, deren Nützlichkeit er moralisch und ethisch begründete – ähnlich wie der Earl of Shaftsbury und Friedrich Schiller.

### Wirkung und Kritik
Arnold, der der Kritik eine ganz neue, fundamentale Rolle erschloss, erfuhr als Kulturkritiker breitere Wirksamkeit denn als Lyriker. Kulturkritische Autoren wie Lionel Trilling, T. S. Eliot, Clement Greenberg und Harold Bloom stehen teilweise in seiner Tradition. Ebenso wie vom Werk Walter Paters, der ähnliche Ziele verfolgte, führt aber auch eine Traditionslinie von Arnold zum Ästhetizismus der Fin-de-Siècle-Kultur. Spätestens mit dem Anbruch der Postmoderne jedoch ist dieser Ansatz, vor allem seine Beschränkung von Kultur auf Phänomene der „High Seriousness“, selbst in die Kritik geraten. Arnolds Versuch der Aufstellung eines verpflichtenden Kanons englischsprachiger Dichter (er beschäftigte sich unter anderem mit John Milton, John Keats, mit dem ihm noch persönlich bekannten William Wordsworth, mit Lord Byron und Percy B. Shelley) wurde schon bald kritisiert: John Dryden und Alexander Pope zum Beispiel galten ihm nicht als „echte Poeten“, John Donne war ihm keine Erwähnung wert. In seinem Gedicht To Marguerite sagt Arnold implizit gar das Gegenteil von Donnes bekanntem Satz „Niemand ist eine Insel“ aus: zwischen den Partnern klafft hier das Meer, man ist „in the sea of life enisled“ – jeder ist eine Insel. James Joyce soll diese Zeilen des „unglücklichen Viktorianers“ Matthew Arnold in seinem frühen Gedicht In dark pinewood – mit den Joyce-üblichen sexuellen Konnotationen – kräftig parodiert haben.

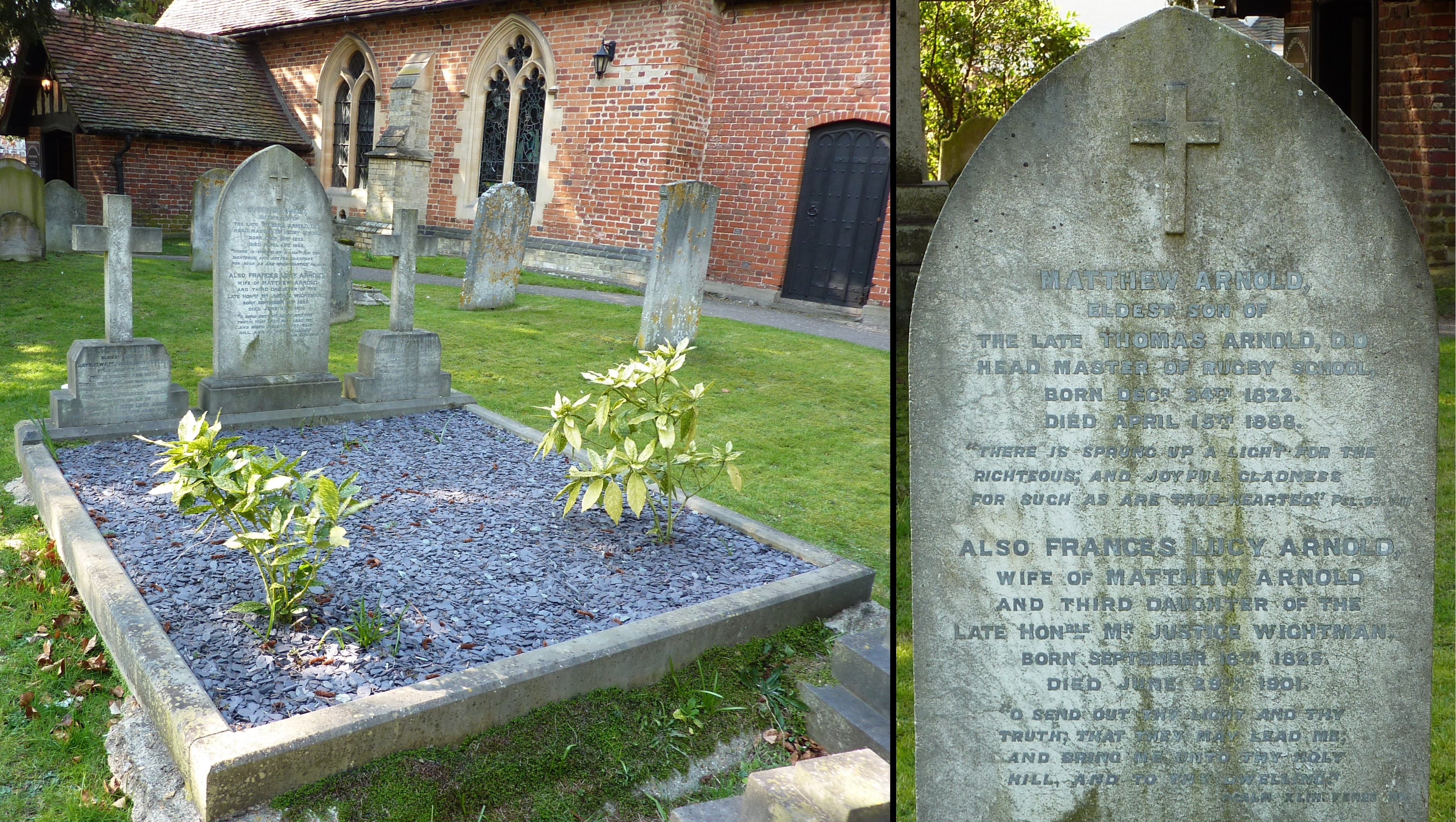
Arnolds Grab in Laleham

Auch Arnolds (verkürzt wiedergegebene) Auffassung, dass Dichtung sich gegen das alltägliche Leben zu wenden habe, wurde als Pessimismus gewertet. Tatsächlich ist der Dichter in seiner Lyrik der selbst gestellten Norm des klassisch-objektiven, klaren und nüchternen Stils nicht immer gerecht geworden, viele seiner Gedichte sind eher sentimental-melancholischer und subjektiver Natur; sie werden genau deshalb auch von manchen als frühe Zeugnisse der Moderne gewertet. Arnold, als Gesellschaftsmensch von Zuversicht und lässiger Eleganz geprägt, gab sich in seiner Lyrik einem untergründigen Skeptizismus hin. Ein gutes Beispiel ist sein spätes Gedicht Dover Beach. So unterschiedliche Künstler wie der Komponist Samuel Barber oder die Rockband The Fugs setzten dieses Gedicht zu Musik. Auch Ralph Vaughan Williams vertonte Arnold-Texte.
Die Publikation religiöser Essays folgte in späteren Jahren. Arnold widmete sich hier vor allem der Modernisierung des Anglikanismus, auch darin stieß er wieder auf viele Kritiker.

## Werke (Auswahl)

### Lyrik
- Alaric at Rome. A Prize Poem (1840)
- Cromwell. A Prize Poem (1843)
- The Strayed Reveller and Other Poems (1849)
- Empedocles on Etna and Other Poems (1852, 1900)
- Poems. A New Edition (1853)
- Poems. Second Series (1855)
- Merope. A Tragedy (1858)
- New Poems (1867)
- A Matthew Arnold Birthday Book (1883)
- The Works of Matthew Arnold (hrsg. v. G. W. E. Russell, 15 Bde., 1903)
- The Poetical Works of Matthew Arnold (hrsg. v. Tinker u. H. F. Lowry, 1950)
- The Poems of Matthew Arnold (hrsg. v. Kenneth Allott, 1965)

### Essays, Kulturkritik und andere Prosa
- England and the Italian Question (hrsg. v. Merle M. Bevington, 1859)
- The Popular Education of France, with Notices of That of Holland and Switzerland (1861)
- On Translating Homer. Three Lectures Given at Oxford (1861)
- On Translating Homer. Last Words. A Lecture Given at Oxford (1862)
- Heinrich Heine (1863)
- A French Eton; or, Middle Class Education and the State (1864)
- Essays in Criticism (1865)
- Schools and Universities on the Continent (1867)
- On the Modern Element in Literature (1869), 2. Aufl. 1882
- Culture and Anarchy. An Essay in Political and Social Criticism (1869)
- Literature and Dogma. An Essay towards a Better Apprehension of the Bible (1873), 4. Aufl. 1910
- Higher Schools and Universities in Germany (1874)
- God and the Bible. A Review of Objections to „Literature and Dogma“ (1875)
- Last Essays on Church and Religion (1877)
- Mixed Essays (1879)
- The Study of Poetry (1880)
- Irish Essays, and Others (1882)
- Friendship's Garland Being the Conversations, Letters and Opinions of the Late Arminius, Baron von Thunder-ten-Tronckh (1883)
- On the Study of Celtic Literature (1883)
- St. Paul and Protestantism; with an Introduction on Puritanism and the Church of England (1883)
- Culture and Anarchy (1883)
- Discourses in America (1885)
- Charles Augustin Sainte-Beuve. In: Encyclopedia Britannica, neunte Auflage, IX: S. 162–165 (1886)
- Education Department (1886) Special Report on Certain Points Connected with Elementary Education in Germany, Switzerland, and France
- General Grant. An Estimate (1887)
- Schools. In The Reign of Queen Victoria (hrsg. v. T. H. Ward, II: S. 238–279, 1887)
- Essays in Criticism. Second Series (1888)
- Civilization in the United States. First and Last Impressions of America (1888)
- Reports on Elementary Schools 1852–1882 (hrsg. v. Sir Francis Sandford, 1889)

### Herausgebertätigkeit
- A Bible-Reading for Schools. The Great Prophecy of Israel's Restoration (1872)
- Isaiah XLLXVI; with the Shorter Prophecies Allied to It (1875)
- The Six Chief Lives from Johnson's „Lives of the Poets,“ with Macaulay's „Life of Johnson“ (1878)
- (Vorwort) The Hundred Greatest Men. Portraits of the One Hundred Greatest Men of History (1879)
- Poems of Wordsworth (1879)
- Letters, Speeches and Tracts on Irish Affairs by Edmund Burke (1881)
- Poetry of Byron (1881)
- „Isaiah of Jerusalem“ autorisierte englische Fassung, mit Einleitung, Korrekturen und Anmerkungen (1883)